# Baxteria
Baxteria é um género botânico pertencente à família Dasypogonaceae.